# Copa São Paulo de Futebol Júnior de 2011
A Copa São Paulo de Futebol Júnior de 2011 foi a 42ª edição da "copinha", a maior competição de futebol júnior do Brasil, disputada por clubes juniores de todo o país. Organizada pela Federação Paulista de Futebol (FPF), aconteceu entre 4 e 25 de janeiro de 2011, data do aniversário da cidade de São Paulo. Nessa edição, 92 clubes participantes foram divididos em 23 chaves, cada uma em uma cidade paulista. Com 44 equipes, São Paulo foi o estado com o maior número de participantes.

## Regulamento
Foi composta de seis fases: primeira fase, segunda fase, oitavas-de-final, quartas-de-final, semifinal e final. A competição reuniu na sua primeira fase 92 times, que foram divididos em 23 grupos, nomeados com as letras do alfabeto (de A a X, portanto). Na primeira fase as equipes se enfrentaram dentro dos respectivos grupos, em turno único, classificando-se para a segunda fase os líderes de cada chave e os nove melhores segundos colocados por índice técnico, independentemente do grupo a que pertençam.
Caso ocorresse igualdade de pontos entre duas ou mais equipes, o desempate se daria de acordo com os seguintes critérios, nessa ordem:
1. Número de vitórias
2. Saldo de gols
3. Número de gols marcados
4. Menor número de cartões vermelhos
5. Menor número de cartões amarelos
6. Confronto direto (somente no empate entre dois times)
7. Sorteio

A partir da segunda fase, a competição foi disputada no sistema de eliminatórias simples. Todos os confrontos que terminaram empatados a partir desta fase foram decididos em cobranças de pênaltis.

## Equipes participantes
Estas são as 92 equipes que participaram desta edição:
| Estado              | Equipe                               |           | Estado                                  | Equipe |
| ------------------- | ------------------------------------ | --------- | --------------------------------------- | ------ |
| Acre                | Atlético Acreano                     | São Paulo | AA Internacional de Limeira             |        |
| Alagoas             | Sport Club Corinthians Alagoano      | São Paulo | América Futebol Clube                   |        |
| Amazonas            | Nacional Futebol Clube               | São Paulo | Sport Club Barueri                      |        |
| Amapá               | Oratório Recreativo Clube            | São Paulo | Botafogo Futebol Clube                  |        |
| Bahia               | Esporte Clube Bahia                  | São Paulo | Sport Club Corinthians Paulista         |        |
| Bahia               | Itabuna Esporte Clube                | São Paulo | Desportivo Brasil                       |        |
| Bahia               | Esporte Clube Vitória                | São Paulo | Associação Atlética Flamengo            |        |
| Ceará               | Ceará Sporting Club                  | São Paulo | Grêmio Prudente Futebol Ltda.           |        |
| Ceará               | Fortaleza Esporte Clube              | São Paulo | Guarani Futebol Clube                   |        |
| Distrito Federal    | Clube Atlético Bandeirante           | São Paulo | Clube Atlético Juventus                 |        |
| Distrito Federal    | Sociedade Esportiva Santa Maria      | São Paulo | Clube Atlético Lemense                  |        |
| Espírito Santo      | Associação Jaguaré Esporte Clube     | São Paulo | Clube Atlético Linense                  |        |
| Espírito Santo      | Rio Branco Atlético Clube            | São Paulo | Marília Atlético Clube                  |        |
| Goiás               | Atlético Clube Goianiense            | São Paulo | Mirassol Futebol Clube                  |        |
| Goiás               | Goiás Esporte Clube                  | São Paulo | Mogi Mirim Esporte Clube                |        |
| Goiás               | Vila Nova Futebol Clube              | São Paulo | Atlético Monte Azul                     |        |
| Maranhão            | IAPE                                 | São Paulo | Nacional Atlético Clube                 |        |
| Maranhão            | Sociedade Esportiva Juventude        | São Paulo | Esporte Clube Noroeste                  |        |
| Mato Grosso         | Cacerense Esporte Clube              | São Paulo | Olé Brasil Futebol Clube                |        |
| Mato Grosso         | Rondonópolis Esporte Clube           | São Paulo | Grêmio Esportivo Osasco                 |        |
| Mato Grosso do Sul  | Clube Recreativo Desp. 7 de Setembro | São Paulo | Pão de Açucar Esporte Clube             |        |
| Mato Grosso do Sul  | Pantanal Futebol Clube               | São Paulo | Sociedade Esportiva Palmeiras           |        |
| Minas Gerais        | América Futebol Clube                | São Paulo | Paulínia Futebol Clube                  |        |
| Minas Gerais        | Clube Atlético Mineiro               | São Paulo | Paulista Futebol Clube                  |        |
| Minas Gerais        | Cruzeiro Esporte Clube               | São Paulo | Associação Atlética Ponte Preta         |        |
| Minas Gerais        | Funorte Esporte Clube                | São Paulo | Associação Portuguesa de Desportos      |        |
| Pará                | Paysandu Sport Club                  | São Paulo | Futebol Clube Primeira Camisa           |        |
| Paraíba             | Nacional Atlético Clube de Patos     | São Paulo | Red Bull Brasil                         |        |
| Paraná              | Clube Atlético Paranaense            | São Paulo | Rio Claro Futebol Clube                 |        |
| Paraná              | Coritiba Foot-Ball Club              | São Paulo | Rio Preto Esporte Clube                 |        |
| Paraná              | Paraná Clube                         | São Paulo | Esporte Clube Santo André               |        |
| Pernambuco          | Clube Atlético do Porto              | São Paulo | Santos Futebol Clube                    |        |
| Pernambuco          | AAD Vitória das Tabocas              | São Paulo | São Bernardo Futebol Clube              |        |
| Piauí               | Fluminense Esporte Clube             | São Paulo | Associação Desportiva São Caetano       |        |
| Rio de Janeiro      | Botafogo de Futebol e Regatas        | São Paulo | São Carlos Futebol Clube                |        |
| Rio de Janeiro      | Clube de Regatas do Flamengo         | São Paulo | São José Esporte Clube                  |        |
| Rio de Janeiro      | Fluminense Football Club             | São Paulo | São Paulo Futebol Clube                 |        |
| Rio de Janeiro      | Club de Regatas Vasco da Gama        | São Paulo | Sertãozinho Futebol Clube               |        |
| Rio Grande do Norte | América Futebol Clube                | São Paulo | Sumaré Atlético Clube                   |        |
| Rio Grande do Sul   | Grêmio Foot-Ball Porto Alegrense     | São Paulo | Clube Atlético Taboão da Serra          |        |
| Rio Grande do Sul   | Sport Club Internacional             | São Paulo | Esporte Clube Taubaté                   |        |
| Rio Grande do Sul   | Esporte Clube Juventude              | São Paulo | União Agrícola Barbarense Futebol Clube |        |
| Rondônia            | Ji-Paraná Futebol Clube              | São Paulo | União São João Esporte Clube            |        |
| Roraima             | Grêmio Atlético Sampaio              | São Paulo | EC XV de Novembro de Piracicaba         |        |
| Santa Catarina      | Criciúma Esporte Clube               | Sergipe   | Associação Desportiva Confiança         |        |
| Santa Catarina      | Figueirense Futebol Clube            | Tocantins | Gurupi Esporte Clube                    |        |

## Primeira fase

### Grupo A (Leme)
| Time        | Pts | J | V | E | D | GP | GS | SG  |
| ----------- | --- | - | - | - | - | -- | -- | --- |
| Grêmio      | 9   | 3 | 3 | 0 | 0 | 13 | 2  | +11 |
| Marília     | 4   | 3 | 1 | 1 | 1 | 3  | 8  | -5  |
| Santa Maria | 3   | 3 | 1 | 0 | 2 | 5  | 6  | -1  |
| EC Lemense  | 1   | 3 | 0 | 1 | 2 | 5  | 10 | -5  |

| 6 de janeiro | EC Lemense                            | 2 – 4     | Santa Maria                               | Estádio Bruno Lazzarini, Leme         |
| 17:00        | Dóryan 26' · Rafael Santana 87' (pen) | Relatório | Wallace 33' · Kelvin 60', 89' · Paulo 78' | Árbitro: Alessandro da Silva Balieiro |

| 6 de janeiro | Grêmio                                                                     | 6 – 0     | Marília | Estádio Bruno Lazzarini, Leme     |
| 19:00        | Emerson 5', 34' (pen), 50' · Jean 66' · Éverton Júnior 75' · Alexandre 83' | Relatório |         | Árbitro: Ulisses Antonio Zampieri |

| 9 de janeiro | EC Lemense                     | 2 – 2     | Marília                                 | Estádio Bruno Lazzarini, Leme      |
| 17:00        | Dóryan 54' · Rafael Vialle 65' | Relatório | Gigante 28' (g.c.) · Luis Gustavo 90+2' | Árbitro: Eduardo Pereira de Araujo |

| 9 de janeiro | Santa Maria | 1 – 3     | Grêmio                               | Estádio Bruno Lazzarini, Leme       |
| 19:00        | Leléo 71'   | Relatório | Patrick 47' · Jean 50' · Emerson 90' | Árbitro: Marcos Antonio Gomes Filho |

| 12 de janeiro | Marília       | 1 – 0     | Santa Maria | Estádio Bruno Lazzarini, Leme    |
| 14:00         | Guilherme 25' | Relatório |             | Árbitro: Paulo Sergio dos Santos |

| 12 de janeiro | EC Lemense | 1 – 4     | Grêmio                                                            | Estádio Bruno Lazzarini, Leme   |
| 16:00         | Mário 39'  | Relatório | Éverton Júnior 15' · Mateus 22' · Ewerton Ávila 47' · Calyson 86' | Árbitro: Camilo Morais Zarpelão |

### Grupo B (Sumaré)
| Time        | Pts | J | V | E | D | GP | GS | SG |
| ----------- | --- | - | - | - | - | -- | -- | -- |
| Ponte Preta | 5   | 3 | 1 | 2 | 0 | 5  | 1  | +4 |
| Porto-PE    | 4   | 3 | 1 | 1 | 1 | 3  | 3  | 0  |
| Sumaré      | 4   | 3 | 1 | 1 | 1 | 2  | 4  | -2 |
| Paraná      | 2   | 3 | 0 | 2 | 1 | 2  | 4  | -2 |

| 5 de janeiro | Sumaré                   | 2 – 0     | Porto-PE | Estádio José Pereira, Sumaré |
| 14:00        | Weslley 67' · Danilo 79' | Relatório |          |                              |

| 5 de janeiro | Paraná              | 1 – 1     | Ponte Preta   | Estádio José Pereira, Sumaré |
| 16:00        | Marcus Vinicius 62' | Relatório | Baianinho 88' |                              |

| 9 de janeiro | Porto-PE                               | 3 – 1     | Paraná    | Estádio José Pereira, Sumaré |
| 10:00        | Diogo 49' (pen), 78' · Sandrinho 90+4' | Relatório | Robson 3' |                              |

| 9 de janeiro | Sumaré | 0 – 4     | Ponte Preta                                        | Estádio José Pereira, Sumaré |
| 12:00        |        | Relatório | Hélio 20', 28' (pen) · Baianinho 25' · Toninho 79' |                              |

| 12 de janeiro | Ponte Preta | 0 - 0     | Porto-PE | Estádio José Pereira, Sumaré |
| 14:00         |             | Relatório |          |                              |

| 12 de janeiro | Sumaré | 0 – 0     | Paraná | Estádio José Pereira, Sumaré |
| 16:00         |        | Relatório |        |                              |

### Grupo C (Barueri)
| Time            | Pts | J | V | E | D | GP | GS | SG  |
| --------------- | --- | - | - | - | - | -- | -- | --- |
| Corinthians     | 9   | 3 | 3 | 0 | 0 | 17 | 1  | +16 |
| Sport Barueri   | 6   | 3 | 2 | 0 | 1 | 7  | 3  | +4  |
| Cacerense       | 3   | 3 | 1 | 0 | 2 | 8  | 9  | -1  |
| Juventude Samas | 0   | 3 | 0 | 0 | 3 | 0  | 19 | -19 |

| 5 de janeiro | Sport Barueri                                                    | 5 – 0     | Juventude Samas | Arena Barueri, Barueri        |
| 16:00        | Maicon 20', 23' · Guilherme 31' · Talisson 72' · Lucas Silva 84' | Relatório |                 | Árbitro: Gilmar Pedroso Rocha |

| 5 de janeiro | Corinthians                                                             | 7 – 1     | Cacerense | Arena Barueri, Barueri           |
| 18:00        | Weslley 13' · Fran 29', 70' · Jô 43', 51' · Elias 44' · Bruno 77' (pen) | Relatório | Lelis 61' | Árbitro: Eleandro Pedro da Silva |

| 8 de janeiro | Sport Barueri                | 2 – 1     | Cacerense      | Arena Barueri, Barueri          |
| 17:00        | Pará 68' · Luiz Henrique 87' | Relatório | Marquinhos 17' | Árbitro: Uelington Rosa Pereira |

| 8 de janeiro | Juventude Samas | 0 – 8     | Corinthians                                                                             | Arena Barueri, Barueri         |
| 19:00        |                 | Relatório | Jô 1', 43' · Ricardo 12' (g.c.) · Denner 15' · Elias 22' · Weslley 55', 61' · Lucão 75' | Árbitro: Thiago Duarte Peixoto |

| 11 de janeiro | Cacerense                                                               | 6 – 0     | Juventude Samas | Arena Barueri, Barueri         |
| 19:00         | Fernando 26' · Lelis 38' · Alexandre 49' · Kaique 87', 89' · Ronald 88' | Relatório |                 | Árbitro: Édilar Maria Ferreira |

| 11 de janeiro | Sport Barueri | 0 – 2     | Corinthians                | Arena Barueri, Barueri          |
| 21:00         |               | Relatório | Fran 61' · Elias 89' (pen) | Árbitro: Milton Etsuo Ballerini |

### Grupo D (Porto Feliz)
| Time              | Pts | J | V | E | D | GP | GS | SG |
| ----------------- | --- | - | - | - | - | -- | -- | -- |
| Desportivo Brasil | 9   | 3 | 3 | 0 | 0 | 12 | 3  | +9 |
| Santo André       | 3   | 3 | 1 | 0 | 2 | 5  | 6  | -1 |
| Corinthians-AL    | 3   | 3 | 1 | 0 | 2 | 4  | 8  | -4 |
| Goiás             | 3   | 3 | 1 | 0 | 2 | 3  | 7  | -4 |

| 5 de janeiro | Desportivo Brasil                                       | 5 – 1     | Corinthians-AL | Estádio Dr. Joulien Fouque, Porto Feliz |
| 14:00        | Delatorre 20', 69', 84' · Orlando Junior 25' · Berg 34' | Relatório | Madysson 16'   |                                         |

| 5 de janeiro | Goiás                                   | 2 – 1     | Santo André        | Estádio Dr. Joulien Fouque, Porto Feliz |
| 16:00        | Vitor Miranda 26' · Clayton Augusto 32' | Relatório | Rafael Tardini 75' |                                         |

| 9 de janeiro | Desportivo Brasil                             | 3 – 1     | Santo André | Estádio Dr. Joulien Fouque, Porto Feliz |
| 14:00        | Dwann 11' · Delatorre 20' (pen) · Ewerton 87' | Relatório | Chico 50'   |                                         |

| 9 de janeiro | Corinthians-AL | 2 – 0     | Goiás | Estádio Dr. Joulien Fouque, Porto Feliz |
| 16:00        | Ítalo 16', 56' | Relatório |       |                                         |

| 12 de janeiro | Santo André                          | 3 – 1     | Corinthians-AL | Estádio Dr. Joulien Fouque, Porto Feliz |
| 14:00         | Clayton 38' · Kauê 71' · Edilson 82' | Relatório | Ronaldo 70'    |                                         |

| 12 de janeiro | Desportivo Brasil                                         | 4 – 1     | Goiás     | Estádio Dr. Joulien Fouque, Porto Feliz |
| 16:00         | Dellatorre 14', 88' · Orlando Junior 16' · Berg 31' (pen) | Relatório | Mário 47' |                                         |

### Grupo E (Osasco)
| Time             | Pts | J | V | E | D | GP | GS | SG  |
| ---------------- | --- | - | - | - | - | -- | -- | --- |
| Vasco da Gama    | 9   | 3 | 3 | 0 | 0 | 10 | 0  | +10 |
| América de Natal | 6   | 3 | 2 | 0 | 1 | 7  | 2  | +5  |
| Linense          | 3   | 3 | 1 | 0 | 2 | 3  | 13 | -10 |
| Grêmio Osasco    | 0   | 3 | 0 | 0 | 3 | 2  | 7  | -5  |

| 4 de janeiro | Grêmio Osasco              | 2 – 3     | Linense                             | Estádio José Liberatti, Osasco |
| 14:00        | Alexandre 55' · Wesley 66' | Relatório | Roncone 37' · Zé Vitor 77' · Zi 89' | Árbitro: Leomar Oliveira Neves |

| 4 de janeiro | Vasco da Gama           | 2 – 0     | América de Natal | Estádio José Liberatti, Osasco    |
| 16:00        | Diego 31' · Marlone 34' | Relatório |                  | Árbitro: Luciano Rodrigo Lealdini |

| 7 de janeiro | Grêmio Osasco | 0 – 3     | América de Natal                             | Estádio José Liberatti, Osasco |
| 14:00        |               | Relatório | Rivaldo 73' · David 84' (pen) · Daivison 87' | Árbitro: José Paulo Canale     |

| 7 de janeiro | Linense | 0 – 7     | Vasco da Gama                                                                            | Estádio José Liberatti, Osasco  |
| 16:00        |         | Relatório | Willen 7', 69' (pen) · Marlone 28' (pen) · Washington 41', 46' · Diogo 65' · Luciano 81' | Árbitro: Leandro Bizzio Marinho |

| 10 de janeiro | Grêmio Osasco | 0 – 1     | Vasco da Gama | Estádio José Liberatti, Osasco |
| 14:00         |               | Relatório | Luciano 60'   | Árbitro: Alessandro Darcie     |

| 10 de janeiro | América de Natal                          | 4 – 0     | Linense | Estádio José Liberatti, Osasco |
| 16:00         | Danilo 7' · David 23' · Daivison 30', 70' | Relatório |         | Árbitro: Ageu Lima da Cunha    |

### Grupo F (São Bernardo do Campo)
| Time         | Pts | J | V | E | D | GP | GS | SG |
| ------------ | --- | - | - | - | - | -- | -- | -- |
| Paulista     | 7   | 3 | 2 | 1 | 0 | 4  | 2  | +2 |
| Juventude    | 6   | 3 | 2 | 0 | 1 | 6  | 1  | +5 |
| São Bernardo | 4   | 3 | 1 | 1 | 1 | 3  | 4  | -1 |
| Funorte      | 0   | 3 | 0 | 0 | 3 | 0  | 6  | -6 |

| 5 de janeiro | São Bernardo | 1 – 0     | Funorte | Estádio Baetão, São Bernardo do Campo |
| 16:00        | Soares 32'   | Relatório |         |                                       |

| 5 de janeiro | Paulista  | 1 – 0     | Juventude | Estádio Baetão, São Bernardo do Campo |
| 18:00        | Renan 58' | Relatório |           |                                       |

| 9 de janeiro | São Bernardo | 0 – 2     | Juventude             | Estádio Baetão, São Bernardo do Campo |
| 14:00        |              | Relatório | Ramiro 58', 68' (pen) |                                       |

| 9 de janeiro | Funorte | 0 – 1     | Paulista  | Estádio Baetão, São Bernardo do Campo |
| 16:00        |         | Relatório | Índio 74' |                                       |

| 12 de janeiro | Juventude                                                | 4 – 0     | Funorte | Estádio Baetão, São Bernardo do Campo |
| 14:00         | Bressan 24' · Gustavo Xuxa 27' · Ramiro 40' · Morais 58' | Relatório |         |                                       |

| 12 de janeiro | São Bernardo            | 2 – 2     | Paulista                  | Estádio Baetão, São Bernardo do Campo |
| 16:00         | Kaique 37' · Soares 60' | Relatório | Juninho 43' · Brendon 74' |                                       |

### Grupo G (Louveira)
| Time          | Pts | J | V | E | D | GP | GS | SG |
| ------------- | --- | - | - | - | - | -- | -- | -- |
| Pão de Açúcar | 9   | 3 | 3 | 0 | 0 | 11 | 2  | +9 |
| Fluminense-PI | 6   | 3 | 2 | 0 | 1 | 10 | 10 | 0  |
| Paysandu      | 3   | 3 | 1 | 0 | 2 | 6  | 9  | -3 |
| São Caetano   | 0   | 3 | 0 | 0 | 3 | 5  | 11 | -6 |

| 5 de janeiro | Pão de Açúcar                | 3 – 1     | Fluminense-PI    | Estádio José Silveira Nunes, Louveira |
| 14:00        | Ingro 3', 75' · Maurício 54' | Relatório | Ernesto 1' (pen) |                                       |

| 5 de janeiro | Paysandu                    | 2 – 1     | São Caetano | Estádio José Silveira Nunes, Louveira |
| 16:00        | Benedito 14' · Elielson 44' | Relatório | Almir 41'   |                                       |

| 9 de janeiro | Pão de Açúcar                                       | 4 – 0     | São Caetano | Estádio José Silveira Nunes, Louveira |
| 14:00        | Guilherme 5' · Júlio 52' · Ingro 62' · Leonardo 88' | Relatório |             |                                       |

| 9 de janeiro | Fluminense-PI                   | 4 – 3     | Paysandu                                  | Estádio José Silveira Nunes, Louveira |
| 16:00        | Crislan 1', 41' · Dedé 11', 46' | Relatório | Emerson Luan 50', 87' · Pikachu 74' (pen) |                                       |

| 12 de janeiro | São Caetano                                      | 4 – 5     | Fluminense-PI                                 | Estádio José Silveira Nunes, Louveira |
| 14:00         | Ronelli 20', 23' · Alan Brandão 51' · Alemão 72' | Relatório | Naylan 37', 49' · Dedé 42' · Crislan 44', 82' |                                       |

| 12 de janeiro | Pão de Açúcar                          | 4 – 1     | Paysandu         | Estádio José Silveira Nunes, Louveira |
| 16:00         | Danilo 5', 89' · Júlio 14' · Ingro 15' | Relatório | Emerson Luan 19' |                                       |

### Grupo H (Águas de Lindóia)
| Time          | Pts | J | V | E | D | GP | GS | SG |
| ------------- | --- | - | - | - | - | -- | -- | -- |
| Figueirense   | 5   | 3 | 1 | 2 | 0 | 6  | 5  | +1 |
| Rio Claro     | 4   | 3 | 1 | 1 | 1 | 5  | 4  | +1 |
| Rio Branco-ES | 4   | 3 | 1 | 1 | 1 | 4  | 8  | -4 |
| Guarani       | 3   | 3 | 1 | 0 | 2 | 8  | 6  | +2 |

| 5 de janeiro | Rio Claro | 0 – 1     | Rio Branco-ES | Estádio Leonardo Barbieri, Águas de Lindóia |
| 14:00        |           | Relatório | Isaac 36'     |                                             |

| 5 de janeiro | Figueirense        | 2 – 1     | Guarani     | Estádio Leonardo Barbieri, Águas de Lindóia |
| 16:00        | Wellington 2', 28' | Relatório | Rodrigo 48' |                                             |

| 9 de janeiro | Rio Claro                               | 3 – 1     | Guarani     | Estádio Leonardo Barbieri, Águas de Lindóia |
| 14:00        | Paraíba 10' · Vicente 40' · Michael 76' | Relatório | Douglas 12' |                                             |

| 9 de janeiro | Rio Branco-ES               | 2 – 2     | Figueirense               | Estádio Leonardo Barbieri, Águas de Lindóia |
| 16:00        | João Paulo 22' · Wesley 37' | Relatório | Diogo 15' · Guilherme 52' |                                             |

| 12 de janeiro | Guarani                                                                                  | 6 – 1     | Rio Branco-ES           | Estádio Leonardo Barbieri, Águas de Lindóia |
| 14:00         | Carlos 1' · Pedro 7' · Douglas 12' (pen) · Pablo 71' · Rafael Gava 75' (pen) · Mayke 88' | Relatório | Rodriguinho 19' (pen) · |                                             |

| 12 de janeiro | Rio Claro                        | 2 – 2     | Figueirense                        | Estádio Leonardo Barbieri, Águas de Lindóia |
| 16:00         | Paulo Henrique 55' · Michael 69' | Relatório | Jean Deretti 32' (pen) · Diogo 86' |                                             |

### Grupo I (São José do Rio Preto)
| Time             | Pts | J | V | E | D | GP | GS | SG  |
| ---------------- | --- | - | - | - | - | -- | -- | --- |
| Atlético Mineiro | 6   | 3 | 2 | 0 | 1 | 14 | 4  | +10 |
| Criciúma         | 5   | 3 | 1 | 2 | 0 | 9  | 7  | +2  |
| Pantanal         | 4   | 3 | 1 | 1 | 1 | 4  | 9  | -5  |
| América-SP       | 1   | 3 | 0 | 1 | 2 | 4  | 11 | -7  |

| 4 de janeiro | América-SP | 0 – 1     | Pantanal   | Estádio Teixeirão, São José do Rio Preto |
| 17:00        |            | Relatório | Ilkias 37' |                                          |

| 4 de janeiro | Atlético Mineiro | 1 – 3     | Criciúma                              | Estádio Teixeirão, São José do Rio Preto |
| 19:00        | Sidimar 2' (pen) | Relatório | Marcel 8' (pen) · André Gava 20', 68' |                                          |

| 7 de janeiro | América-SP                                       | 4 – 4     | Criciúma                                                        | Estádio Teixeirão, São José do Rio Preto |
| 19:00        | Welinton 26' (pen) · Bruno 35', 89' · Warles 53' | Relatório | Ricardo 20' · Marcel 31', 59' (pen) · Anderson Baiano 43' (pen) |                                          |

| 7 de janeiro | Atlético Mineiro                                                                    | 7 – 1     | Pantanal     | Estádio Teixeirão, São José do Rio Preto |
| 21:00        | Roger 24' · Vitor 27', 59' · Tony 43' · Leleu 50' · Fernando Viana 82' · Álvaro 89' | Relatório | Denilson 87' |                                          |

| 11 de janeiro | Criciúma                        | 2 – 2     | Pantanal                                 | Estádio Teixeirão, São José do Rio Preto |
| 14:00         | Anderson Baiano 28' · Vitor 89' | Relatório | Ariston 86' (pen) · Fillype Martinez 87' |                                          |

| 11 de janeiro | América-SP | 0 – 6     | Atlético Mineiro                                                     | Estádio Teixeirão, São José do Rio Preto |
| 16:00         |            | Relatório | Roger 10', 41' · Felipe Augusto 43', 46' · Álvaro 75' · Paulinho 82' |                                          |

### Grupo J (Monte Azul Paulista)
| Time       | Pts | J | V | E | D | GP | GS | SG |
| ---------- | --- | - | - | - | - | -- | -- | -- |
| Coritiba   | 6   | 3 | 2 | 0 | 1 | 9  | 3  | +6 |
| Monte Azul | 6   | 3 | 2 | 0 | 1 | 4  | 6  | -2 |
| Fortaleza  | 3   | 3 | 1 | 0 | 2 | 8  | 6  | +2 |
| Vila Nova  | 3   | 3 | 1 | 0 | 2 | 3  | 9  | -6 |

| 5 de janeiro | Monte Azul           | 2 – 0     | Vila Nova | Estádio Otacília Patrício Arroyo, Monte Azul Paulista |
| 14:00        | Alan 32' · Ramon 48' | Relatório |           |                                                       |

| 5 de janeiro | Coritiba                             | 3 – 1     | Fortaleza  | Estádio Otacília Patrício Arroyo, Monte Azul Paulista |
| 16:00        | Rafinha 27' · Rafhael Lucas 31', 87' | Relatório | Danilo 80' |                                                       |

| 8 de janeiro | Monte Azul | 0 – 5     | Fortaleza                                                          | Estádio Otacília Patrício Arroyo, Monte Azul Paulista |
| 10:00        |            | Relatório | Jefferson 6' · Eduardo 13' · Wanderson 75' · Danilo 88' · Kaio 89' |                                                       |

| 8 de janeiro | Vila Nova | 0 – 5     | Coritiba                                                      | Estádio Otacília Patrício Arroyo, Monte Azul Paulista |
| 12:00        |           | Relatório | Rafhael Lucas 14', 65' (pen) · Guaraci 47' · Rafinha 60', 63' |                                                       |

| 12 de janeiro | Fortaleza                            | 2 – 3     | Vila Nova                                          | Estádio Otacília Patrício Arroyo, Monte Azul Paulista |
| 14:00         | Eduardo 15' (pen) · Felipe Sousa 49' | Relatório | Bruninho 32' · Samuel 75' (g.c.) · Luiz Felipe 88' |                                                       |

| 12 de janeiro | Monte Azul                     | 2 – 1     | Coritiba          | Estádio Otacília Patrício Arroyo, Monte Azul Paulista |
| 16:00         | Vitor Frezarin 52' · Fábio 89' | Relatório | Rafael Fontes 79' |                                                       |

### Grupo K (São José dos Campos)
| Time        | Pts | J | V | E | D | GP | GS | SG  |
| ----------- | --- | - | - | - | - | -- | -- | --- |
| Mogi Mirim  | 7   | 3 | 2 | 1 | 0 | 11 | 2  | +9  |
| Flamengo    | 7   | 3 | 2 | 1 | 0 | 10 | 1  | +9  |
| São José-SP | 3   | 3 | 1 | 0 | 2 | 5  | 7  | -2  |
| Gurupi      | 0   | 3 | 0 | 0 | 3 | 2  | 18 | -16 |

| 4 de janeiro | São José-SP                        | 3 – 1     | Gurupi     | Estádio Martins Pereira, São José dos Campos |
| 19:00        | Rafael 21' · Lenon 40' · Tales 46' | Relatório | Ronaldo 4' |                                              |

| 4 de janeiro | Flamengo | 0 – 0     | Mogi Mirim | Estádio Martins Pereira, São José dos Campos |
| 21:00        |          | Relatório |            |                                              |

| 7 de janeiro | São José-SP              | 2 – 3     | Mogi Mirim                                             | Estádio Martins Pereira, São José dos Campos |
| 19:00        | Nicolas 39' · Pitico 54' | Relatório | Jairo 26' (pen) · Alexandre 58' · Thiago Alexandre 81' |                                              |

| 7 de janeiro | Gurupi     | 1 - 7     | Flamengo                                                              | Estádio Martins Pereira, São José dos Campos |
| 21:00        | Leonan 13' | Relatório | Thomás 3', 36', 69', 89', 90+2' (pen) · Lucas 19' (pen) · Rafinha 78' |                                              |

| 10 de janeiro | Mogi Mirim                                                                  | 8 – 0     | Gurupi | Estádio Martins Pereira, São José dos Campos |
| 19:00         | Thiago Alexandre 5', 7', 29', 78' · Erick 12' · Mary 48' · William 85', 88' | Relatório |        |                                              |

| 10 de janeiro | São José-SP | 0 – 3     | Flamengo                             | Estádio Martins Pereira, São José dos Campos |
| 21:00         |             | Relatório | Lucas 7' · Negueba 17' · Muralha 60' |                                              |

### Grupo L (Campinas)
| Time                 | Pts | J | V | E | D | GP | GS | SG  |
| -------------------- | --- | - | - | - | - | -- | -- | --- |
| Athletico Paranaense | 9   | 3 | 3 | 0 | 0 | 12 | 1  | +11 |
| Juventus-SP          | 6   | 3 | 2 | 0 | 1 | 11 | 4  | +7  |
| Red Bull Brasil      | 3   | 3 | 1 | 0 | 2 | 11 | 6  | +5  |
| GAS                  | 0   | 3 | 0 | 0 | 3 | 0  | 23 | -23 |

| 5 de janeiro | Red Bull Brasil | 8 – 0     | GAS | Estádio Cerecamp, Campinas |
| 14:00        | Lucas 17' · Anderson Gabriel 46' · Augusto 51', 63' · Reinaldo 61' · André 66' (pen) · Pato 75' · Flávio 79' (g.c.) | Relatório |     |                            |

| 5 de janeiro | Atlético Paranaense                     | 2 – 0     | Juventus-SP | Estádio Cerecamp, Campinas |
| 16:00        | Victor Lucas 38' · Guilherme Batata 84' | Relatório |             |                            |

| 9 de janeiro | Atlético Paranaense                                                                                                 | 7 – 0     | GAS | Estádio Cerecamp, Campinas |
| 09:00        | Fernando 9' (g.c.) · Guilherme Batata 14', 17' · Victor Esquerdinha 38' · Harrison 81', 89' (pen) · Pablo 85' (pen) | Relatório |     |                            |

| 9 de janeiro | Red Bull Brasil | 2 – 3     | Juventus-SP                | Estádio Cerecamp, Campinas |
| 11:00        | Pato 72', 77'   | Relatório | Leleu 17', 40' · Henry 38' |                            |

| 12 de janeiro | Juventus-SP                                                                         | 8 – 0     | GAS | Estádio Cerecamp, Campinas |
| 14:00         | Diego 13', 23', 55' · Henry 22', 31' · Leleu 29' · Fernando 38' (pen) · Marcelo 76' | Relatório |     |                            |

| 12 de janeiro | Red Bull Brasil      | 1 – 3     | Atlético Paranaense                             | Estádio Cerecamp, Campinas |
| 16:00         | Anderson Gabriel 60' | Relatório | Rossetto 2' · Guilherme Batata 76' · Renato 81' |                            |

### Grupo M (Limeira)
| Time             | Pts | J | V | E | D | GP | GS | SG  |
| ---------------- | --- | - | - | - | - | -- | -- | --- |
| São Paulo        | 9   | 3 | 3 | 0 | 0 | 11 | 1  | +10 |
| Inter de Limeira | 6   | 3 | 2 | 0 | 1 | 4  | 3  | +1  |
| Itabuna          | 3   | 3 | 1 | 0 | 2 | 7  | 7  | 0   |
| Ji-Paraná        | 0   | 3 | 0 | 0 | 3 | 3  | 14 | -11 |

| 5 de janeiro | Inter de Limeira | 1 – 0     | Itabuna | Estádio Limeirão, Limeira |
| 19:00        | Cauê 35'         | Relatório |         |                           |

| 5 de janeiro | São Paulo                                                                     | 5 – 0     | Ji-Paraná | Estádio Limeirão, Limeira |
| 21:00        | Paulo Henrique 2' · Alfredo 10', 72' (pen) · Dener 40' · Henrique Miranda 48' | Relatório |           |                           |

| 8 de janeiro | Itabuna     | 1 – 3     | São Paulo                                     | Estádio Limeirão, Limeira |
| 17:00        | Willian 69' | Relatório | Alfredo 25', 61' (pen) · Henrique Miranda 30' |                           |

| 8 de janeiro | Inter de Limeira                       | 3 – 0     | Ji-Paraná | Estádio Limeirão, Limeira |
| 19:00        | Gabriel 19' · Davison 42' · Joeber 85' | Relatório |           |                           |

| 12 de janeiro | Ji-Paraná                 | 3 – 6     | Itabuna                                                    | Estádio Limeirão, Limeira |
| 19:00         | Dodô 12', 42' · Assis 44' | Relatório | David 4' · Lesson 18', 55', 75' · Willian 25' · Mateus 80' |                           |

| 12 de janeiro | Inter de Limeira | 0 – 3     | São Paulo                                          | Estádio Limeirão, Limeira |
| 21:00         |                  | Relatório | João Felipe 52' · Hugo Rodrigues 61' · Alfredo 85' |                           |

### Grupo N (Ribeirão Preto)
| Time                | Pts | J | V | E | D | GP | GS | SG |
| ------------------- | --- | - | - | - | - | -- | -- | -- |
| Olé Brasil          | 5   | 3 | 1 | 2 | 0 | 9  | 3  | +6 |
| Botafogo-SP         | 5   | 3 | 1 | 2 | 0 | 10 | 5  | +5 |
| Atlético Goianiense | 4   | 3 | 1 | 1 | 1 | 3  | 7  | -4 |
| Rondonópolis        | 1   | 3 | 0 | 1 | 2 | 4  | 11 | -7 |

| 5 de janeiro | Olé Brasil                                                         | 6 – 0     | Rondonópolis | Estádio Santa Cruz, Ribeirão Preto |
| 14:00        | João Marcelo 29', 62' · Salatiel 37', 66' · Daniel 84' · Julio 89' | Relatório |              |                                    |

| 5 de janeiro | Botafogo-SP                                                       | 5 – 0     | Atlético Goianiense | Estádio Santa Cruz, Ribeirão Preto |
| 16:00        | Daniel 37' · Willian 39' · Jefferson 42' · Hygor 59' · Sandro 70' | Relatório |                     |                                    |

| 9 de janeiro | Olé Brasil                  | 2 – 2     | Botafogo-SP                  | Estádio Santa Cruz, Ribeirão Preto |
| 14:00        | Luiz 23' · João Marcelo 36' | Relatório | Hudson 52' · Elias Tadeu 61' |                                    |

| 9 de janeiro | Rondonópolis  | 1 – 2     | Atlético Goianiense                     | Estádio Santa Cruz, Ribeirão Preto |
| 16:00        | Dieguinho 78' | Relatório | Jeferson Alemão 59' · Rodrigo 86' (pen) |                                    |

| 12 de janeiro | Botafogo-SP               | 3 – 3     | Rondonópolis                    | Estádio Santa Cruz, Ribeirão Preto |
| 14:00         | Caio 12', 31' · Hygor 46' | Relatório | Bacas 21', 42' · Zé Eduardo 87' |                                    |

| 12 de janeiro | Olé Brasil       | 1 – 1     | Atlético Goianiense | Estádio Santa Cruz, Ribeirão Preto |
| 16:00         | João Marcelo 65' | Relatório | Ferreira 78'        |                                    |

### Grupo O (Araras)
| Time             | Pts | J | V | E | D | GP | GS | SG  |
| ---------------- | --- | - | - | - | - | -- | -- | --- |
| Cruzeiro         | 9   | 3 | 3 | 0 | 0 | 13 | 2  | +11 |
| IAPE             | 3   | 3 | 1 | 0 | 2 | 6  | 7  | -1  |
| União Barbarense | 3   | 3 | 1 | 0 | 2 | 4  | 7  | -3  |
| União São João   | 3   | 3 | 1 | 0 | 2 | 4  | 11 | -7  |

| 4 de janeiro | União São João                       | 3 – 1     | IAPE    | Estádio Herminião, Araras |
| 14:00        | Agenor 20', 25' · Rafael Mineiro 76' | Relatório | Val 22' |                           |

| 4 de janeiro | Cruzeiro                                     | 3 – 0     | União Barbarense | Estádio Dr. Hermínio Ometto, Araras |
| 16:00        | Alisson 26' · Élber 39' · Léo Bonatini 90+4' | Relatório |                  |                                     |

| 7 de janeiro | União São João | 1 – 3     | União Barbarense             | Estádio Herminião, Araras |
| 17:00        | Medina 54'     | Relatório | Allan 27', 44' · Cleiton 72' |                           |

| 7 de janeiro | Cruzeiro                                         | 3 – 2     | IAPE                         | Estádio Herminião, Araras |
| 19:00        | Sebá 11' · Fabrício 27' (pen) · Léo Bonatini 76' | Relatório | Jorge 3' · Luis Henrique 59' |                           |

| 10 de janeiro | União Barbarense | 1 – 3     | IAPE                                              | Estádio Herminião, Araras |
| 17:00         | Eric Felipe 77'  | Relatório | Jorge 16' · Edmundo 78' · Luis Henrique 89' (pen) |                           |

| 10 de janeiro | União São João | 0 – 7     | Cruzeiro                                                                                | Estádio Herminião, Araras |
| 19:00         |                | Relatório | Lucas Silva 3' · Alisson 4', 12' · Cristian 21' (pen) · Eber 56' · Pedro Paulo 66', 76' |                           |

### Grupo P (Jaguariúna)
| Time           | Pts | J | V | E | D | GP | GS | SG  |
| -------------- | --- | - | - | - | - | -- | -- | --- |
| Palmeiras      | 9   | 3 | 3 | 0 | 0 | 11 | 0  | +11 |
| Bandeirante-DF | 4   | 3 | 1 | 1 | 1 | 5  | 6  | -1  |
| Mirassol       | 4   | 3 | 1 | 1 | 1 | 3  | 9  | -6  |
| Ceará          | 0   | 3 | 0 | 0 | 3 | 1  | 5  | -4  |

| 6 de janeiro | Mirassol  | 1 – 0     | Ceará | Campo do Nassif, Jaguariúna |
| 14:00        | Edson 61' | Relatório |       |                             |

| 6 de janeiro | Palmeiras                                           | 3 – 0     | Bandeirante-DF | Campo do Nassif, Jaguariúna |
| 16:00        | Patrick Vieira 33', 34' · Miguel Bianconi 85' (pen) | Relatório |                |                             |

| 9 de janeiro | Palmeiras                                                                               | 7 – 0     | Mirassol | Campo do Nassif, Jaguariúna |
| 14:00        | Miguel Bianconi 12', 54', 83' · Patrick Vieira 39', 44' · Arnaldo 50' (g.c.) · Caio 62' | Relatório |          |                             |

| 9 de janeiro | Bandeirante-DF                     | 3 – 1     | Ceará             | Campo do Nassif, Jaguariúna |
| 16:00        | Thaison 2' · Glauco 28' (pen), 89' | Relatório | Juninho 11' (pen) |                             |

| 12 de janeiro | Mirassol             | 2 – 2     | Bandeirante-DF                        | Campo do Nassif, Jaguariúna |
| 14:00         | Bruno Conde 12', 81' | Relatório | Wesley Santos 27' · Thaison 44' (pen) |                             |

| 12 de janeiro | Palmeiras | 1 – 0     | Ceará | Campo do Nassif, Jaguariúna |
| 16:00         | Caio 83'  | Relatório |       |                             |

### Grupo Q (Piracicaba)
| Time             | Pts | J | V | E | D | GP | GS | SG |
| ---------------- | --- | - | - | - | - | -- | -- | -- |
| Internacional    | 7   | 3 | 2 | 1 | 0 | 7  | 2  | +5 |
| Primeira Camisa  | 7   | 3 | 2 | 1 | 0 | 9  | 5  | +4 |
| XV de Piracicaba | 1   | 3 | 0 | 1 | 2 | 2  | 4  | -2 |
| 7 de Setembro    | 1   | 3 | 0 | 1 | 2 | 1  | 8  | -7 |

| 5 de janeiro | XV de Piracicaba | 0 – 0     | 7 de Setembro | Estádio Barão, Piracicaba |
| 14:00        |                  | Relatório |               |                           |

| 5 de janeiro | Internacional                  | 2 – 2     | Primeira Camisa                | Estádio Barão, Piracicaba |
| 16:00        | Tinga 70' (pen) · Paulinho 82' | Relatório | Anibal 48' (pen) · Ratinho 73' |                           |

| 8 de janeiro | Internacional                                          | 4 – 0     | 7 de Setembro | Estádio Barão, Piracicaba |
| 17:00        | Marquinhos 47' · Leonardo 55' · Dudu 67' · Rodolfo 81' | Relatório |               |                           |

| 8 de janeiro | XV de Piracicaba           | 2 – 3     | Primeira Camisa             | Estádio Barão, Piracicaba |
| 19:00        | Vitor 44' · Alex Bacci 86' | Relatório | Yago 20', 51' · Ratinho 89' |                           |

| 11 de janeiro | Primeira Camisa                                  | 4 – 1     | 7 de Setembro | Estádio Barão, Piracicaba |
| 17:00         | Maycon 12' · Douglas Agassi 46', 60' · Edlei 67' | Relatório | Rocha 3'      |                           |

| 11 de janeiro | XV de Piracicaba | 0 – 1     | Internacional | Estádio Barão, Piracicaba |
| 19:00         |                  | Relatório | Tarik 88'     |                           |

### Grupo R (Taboão da Serra)
| Time            | Pts | J | V | E | D | GP | GS | SG |
| --------------- | --- | - | - | - | - | -- | -- | -- |
| América Mineiro | 9   | 3 | 3 | 0 | 0 | 5  | 1  | +4 |
| Bahia           | 6   | 3 | 2 | 0 | 1 | 5  | 1  | +4 |
| Taboão da Serra | 3   | 3 | 1 | 0 | 2 | 2  | 6  | -4 |
| Noroeste        | 0   | 3 | 0 | 0 | 3 | 2  | 6  | -4 |

| 5 de janeiro | Taboão da Serra                | 2 – 1     | Noroeste          | Estádio Vereador José Feres, Taboão da Serra |
| 14:00        | Rafael 3' · Pedro Henrique 25' | Relatório | Mariano 33' (pen) |                                              |

| 5 de janeiro | Bahia | 0 – 1     | América Mineiro | Estádio Vereador José Feres, Taboão da Serra |
| 14:00        |       | Relatório | Hindian 29'     |                                              |

| 9 de janeiro | Taboão da Serra | 0 – 1     | América Mineiro | Estádio Vereador José Feres, Taboão da Serra |
| 14:00        |                 | Relatório | Caleb 35'       |                                              |

| 9 de janeiro | Bahia     | 1 – 0     | Noroeste | Estádio Vereador José Feres, Taboão da Serra |
| 16:00        | Fábio 13' | Relatório |          |                                              |

| 12 de janeiro | Noroeste    | 1 – 3     | América Mineiro                        | Estádio Vereador José Feres, Taboão da Serra |
| 14:00         | Rodrigo 69' | Relatório | Caleb 2' · Luiz Felipe 10' · China 62' |                                              |

| 12 de janeiro | Taboão da Serra | 0 – 4     | Bahia                            | Estádio Vereador José Feres, Taboão da Serra |
| 16:00         |                 | Relatório | Rafael 4', 39', 65' · Dudu 90+2' |                                              |

### Grupo S (Taubaté)
| Time        | Pts | J | V | E | D | GP | GS | SG  |
| ----------- | --- | - | - | - | - | -- | -- | --- |
| Fluminense  | 9   | 3 | 3 | 0 | 0 | 12 | 1  | +11 |
| Sertãozinho | 6   | 3 | 2 | 0 | 1 | 4  | 4  | 0   |
| Nacional-AM | 3   | 3 | 1 | 0 | 2 | 3  | 7  | -4  |
| Taubaté     | 0   | 3 | 0 | 0 | 3 | 3  | 10 | -7  |

| 5 de janeiro | Taubaté    | 1 – 3     | Nacional-AM                               | Estádio Joaquinzão, Taubaté |
| 14:00        | Alemão 44' | Relatório | Douglas 25'(g.c) · Leo 35' · Colômbia 88' |                             |

| 5 de janeiro | Fluminense                            | 3 – 0     | Sertãozinho | Estádio Joaquinzão, Taubaté |
| 16:00        | Lucas 45' · Matheus Carvalho 54', 90' | Relatório |             |                             |

| 8 de janeiro | Fluminense                                                    | 4 – 0     | Nacional-AM | Estádio Joaquinzão, Taubaté |
| 10:00        | Matheus Carvalho 55', 77' · Wellington Aguiar 82' · Lucas 88' | Relatório |             |                             |

| 8 de janeiro | Taubaté            | 1 – 2     | Sertãozinho      | Estádio Joaquinzão, Taubaté |
| 12:00        | Jhonatan 85' (pen) | Relatório | Matheus 68', 83' |                             |

| 11 de janeiro | Nacional-AM | 0 – 2     | Sertãozinho               | Estádio Joaquinzão, Taubaté |
| 14:00         |             | Relatório | Matheus 29' · Alisson 79' |                             |

| 11 de janeiro | Taubaté  | 1 – 5     | Fluminense                                                                                          | Estádio Joaquinzão, Taubaté |
| 16:00         | Igor 47' | Relatório | Wellington Carvalho 36' · Marquinhos 54' · Matheus Carvalho 70' · Elivelton 78' · Matheus Alves 79' |                             |

### Grupo T (São Carlos)
| Time             | Pts | J | V | E | D | GP | GS | SG |
| ---------------- | --- | - | - | - | - | -- | -- | -- |
| Santos           | 7   | 3 | 2 | 1 | 0 | 5  | 3  | +2 |
| São Carlos       | 6   | 3 | 2 | 0 | 1 | 5  | 3  | +2 |
| Atlético Acreano | 3   | 3 | 1 | 0 | 2 | 2  | 3  | -1 |
| Confiança        | 1   | 3 | 0 | 1 | 2 | 4  | 7  | -3 |

| 6 de janeiro | São Carlos        | 1 – 0     | Atlético Acreano | Estádio Luisão, São Carlos |
| 19:00        | Thiago Santos 26' | Relatório |                  |                            |

| 6 de janeiro | Santos                        | 2 – 2     | Confiança                 | Estádio Luisão, São Carlos |
| 21:00        | Geovane 0' · Pedro Castro 85' | Relatório | Adenilson 28' · Índio 31' |                            |

| 9 de janeiro | São Carlos                              | 3 – 1     | Confiança   | Estádio Luisão, São Carlos |
| 14:00        | Tuco 30' · Alexandre 42' · Marden 90+2' | Relatório | Rodrigo 41' |                            |

| 9 de janeiro | Santos      | 1 – 0     | Atlético Acreano | Estádio Luisão, São Carlos |
| 16:00        | Fabinho 57' | Relatório |                  |                            |

| 12 de janeiro | Confiança   | 1 – 2     | Atlético Acreano          | Estádio Luisão, São Carlos |
| 16:00         | Rodrigo 86' | Relatório | Afonso 42' · Jarlyson 49' |                            |

| 12 de janeiro | São Carlos              | 1 – 2     | Santos                              | Estádio Luisão, São Carlos |
| 18:00         | Lucas Pereira 89' (pen) | Relatório | Dimba 35' (pen) · Thiago 90' (g.c.) |                            |

### Grupo U (Paulínia)
| Time              | Pts | J | V | E | D | GP | GS | SG  |
| ----------------- | --- | - | - | - | - | -- | -- | --- |
| Rio Preto         | 7   | 3 | 2 | 1 | 0 | 8  | 4  | +4  |
| Botafogo          | 5   | 3 | 1 | 2 | 0 | 10 | 6  | +4  |
| Paulínia          | 4   | 3 | 1 | 1 | 1 | 6  | 4  | +2  |
| Nacional de Patos | 0   | 3 | 0 | 0 | 3 | 4  | 14 | -10 |

| 5 de janeiro | Paulínia                                                     | 4 – 0     | Nacional de Patos | Estádio Luís Perissinotto, Paulínia |
| 14:00        | Kairo 12' (pen) · Clayton 32' · Cássio 43' · João Victor 82' | Relatório |                   |                                     |

| 5 de janeiro | Botafogo                           | 2 – 2     | Rio Preto              | Estádio Luís Perissinotto, Paulínia |
| 16:00        | Cidinho 43' · Wellington 84' (pen) | Relatório | Thiago 58' · Odair 86' |                                     |

| 8 de janeiro | Botafogo                                                           | 6 – 2     | Nacional de Patos       | Estádio Luís Perissinotto, Paulínia |
| 14:00        | Leonardo 15', 75' · Wesley Brito 35', 81' · Gaúcho 37' · Jairo 67' | Relatório | Du 60' · Deda 87' (pen) |                                     |

| 8 de janeiro | Paulínia | 0 – 2     | Rio Preto                | Estádio Luís Perissinotto, Paulínia |
| 16:00        |          | Relatório | Michael 29' · Thiago 43' |                                     |

| 11 de janeiro | Rio Preto                              | 4 – 2     | Nacional de Patos | Estádio Luís Perissinotto, Paulínia |
| 14:00         | Mário 3' · Thiago 15' · Weder 48', 60' | Relatório | Du 25' · Alex 38' |                                     |

| 11 de janeiro | Paulínia                       | 2 – 2     | Botafogo                  | Estádio Luís Perissinotto, Paulínia |
| 16:00         | Gabriel 16' (pen) · Cássio 84' | Relatório | Cidinho 5' · Leonardo 44' |                                     |

### Grupo V (Guarulhos)
| Time            | Pts | J | V | E | D | GP | GS | SG |
| --------------- | --- | - | - | - | - | -- | -- | -- |
| Vitória         | 9   | 3 | 3 | 0 | 0 | 6  | 2  | +4 |
| Grêmio Prudente | 6   | 3 | 2 | 0 | 1 | 9  | 4  | +5 |
| Jaguaré         | 3   | 3 | 1 | 0 | 2 | 2  | 5  | -3 |
| Flamengo-SP     | 0   | 3 | 0 | 0 | 3 | 0  | 6  | -6 |

| 5 de janeiro | Flamengo-SP | 0 – 1     | Jaguaré         | Estádio Antônio Soares de Oliveira, Guarulhos |
| 14:00        |             | Relatório | Tiago Moura 28' |                                               |

| 5 de janeiro | Vitória                                      | 3 – 2     | Grêmio Prudente                     | Estádio Antônio Soares de Oliveira, Guarulhos |
| 16:00        | Thiago 49' · Mineiro 55' · Alan Pinheiro 76' | Relatório | Maurício 10' · William Henrique 26' |                                               |

| 9 de janeiro | Flamengo-SP | 0 – 4     | Grêmio Prudente                                      | Estádio Antônio Soares de Oliveira, Guarulhos |
| 14:00        |             | Relatório | Willian Henrique 5' · Maurício 44', 73' · Bebeto 49' |                                               |

| 9 de janeiro | Vitória                   | 2 – 0     | Jaguaré | Estádio Antônio Soares de Oliveira, Guarulhos |
| 16:00        | Thiago 15' · Caculé 90+2' | Relatório |         |                                               |

| 12 de janeiro | Grêmio Prudente                                | 3 – 1     | Jaguaré         | Estádio Antônio Soares de Oliveira, Guarulhos |
| 14:00         | William Henrique 36', 56' (pen) · Maurício 49' | Relatório | Tiago Moura 70' |                                               |

| 12 de janeiro | Flamengo-SP | 0 – 1     | Vitória     | Estádio Antônio Soares de Oliveira, Guarulhos |
| 16:00         |             | Relatório | Mineiro 15' |                                               |

### Grupo X (São Paulo)
| Time        | Pts | J | V | E | D | GP | GS | SG |
| ----------- | --- | - | - | - | - | -- | -- | -- |
| Portuguesa  | 7   | 3 | 2 | 1 | 0 | 10 | 5  | +5 |
| Nacional-SP | 7   | 3 | 2 | 1 | 0 | 7  | 2  | +5 |
| Oratório    | 3   | 3 | 1 | 0 | 2 | 5  | 10 | -5 |
| Vitória     | 0   | 3 | 0 | 0 | 3 | 3  | 8  | -5 |

| 5 de janeiro | Nacional-SP                                        | 4 – 0     | Oratório | Estádio Nicolau Alayon, São Paulo |
| 14:00        | Anderson 14', 76' · Nilton 85' · Luiz Henrique 89' | Relatório |          |                                   |

| 5 de janeiro | Portuguesa               | 3 – 2     | Acadêmica Vitória     | Estádio Nicolau Alayon, São Paulo |
| 16:00        | Yago 15' · Ivan 55', 89' | Relatório | Índio 23' · Diego 78' |                                   |

| 9 de janeiro | Nacional-SP | 1 – 0     | Acadêmica Vitória | Estádio Nicolau Alayon, São Paulo |
| 14:00        | Rodrigo 86' | Relatório |                   |                                   |

| 9 de janeiro | Portuguesa                                                        | 5 – 1     | Oratório      | Estádio Nicolau Alayon, São Paulo |
| 16:00        | Diogo 17' · Davi 28' · Yago 35' · João Leite 42' · Diego Alan 67' | Relatório | Guilherme 72' |                                   |

| 12 de janeiro | Acadêmica Vitória | 1 – 4     | Oratório                                           | Estádio Nicolau Alayon, São Paulo |
| 10:00         | Rodolfo 86'       | Relatório | Fabinho 13' · Jean 15' · Douglas 26' · Cleucio 69' |                                   |

| 12 de janeiro | Nacional-SP              | 2 – 2     | Portuguesa          | Estádio Nicolau Alayon, São Paulo |
| 16:00         | Nilton 52' · Cleiton 75' | Relatório | Yago 28' (pen), 44' |                                   |

### Índice técnico
| Pos. | Time             | Gr. | Pts | J | V | E | D | GP | GS | SG | Expulso | Penalizado com cartão amarelo |
| ---- | ---------------- | --- | --- | - | - | - | - | -- | -- | -- | ------- | ----------------------------- |
| 1    | Flamengo         | K   | 7   | 3 | 2 | 1 | 0 | 10 | 1  | +9 |         |                               |
| 2    | Nacional-SP      | X   | 7   | 3 | 2 | 1 | 0 | 7  | 2  | +5 |         |                               |
| 3    | Primeira Camisa  | Q   | 7   | 3 | 2 | 1 | 0 | 9  | 5  | +4 |         |                               |
| 4    | Juventus-SP      | L   | 6   | 3 | 2 | 0 | 1 | 11 | 4  | +7 |         |                               |
| 5    | Grêmio Prudente  | V   | 6   | 3 | 2 | 0 | 1 | 9  | 4  | +5 |         |                               |
| 6    | América de Natal | E   | 6   | 3 | 2 | 0 | 1 | 7  | 2  | +5 |         |                               |
| 7    | Juventude        | F   | 6   | 3 | 2 | 0 | 1 | 6  | 1  | +5 |         |                               |
| 8    | Sport Barueri    | C   | 6   | 3 | 2 | 0 | 1 | 7  | 3  | +4 |         |                               |
| 9    | Bahia            | R   | 6   | 3 | 2 | 0 | 1 | 5  | 1  | +4 |         |                               |
| 10   | São Carlos       | T   | 6   | 3 | 2 | 0 | 1 | 5  | 3  | +2 |         |                               |
| 11   | Inter de Limeira | M   | 6   | 3 | 2 | 0 | 1 | 4  | 3  | +1 |         |                               |
| 12   | Fluminense-PI    | G   | 6   | 3 | 2 | 0 | 1 | 10 | 10 | 0  |         |                               |
| 13   | Sertãozinho      | S   | 6   | 3 | 2 | 0 | 1 | 4  | 4  | 0  |         |                               |
| 14   | Monte Azul       | J   | 6   | 3 | 2 | 0 | 1 | 4  | 6  | -2 |         |                               |
| 15   | Botafogo-SP      | N   | 5   | 3 | 1 | 2 | 0 | 10 | 5  | +5 |         |                               |
| 16   | Botafogo         | U   | 5   | 3 | 1 | 2 | 0 | 10 | 6  | +4 |         |                               |
| 17   | Criciúma         | I   | 5   | 3 | 1 | 2 | 0 | 9  | 7  | +2 |         |                               |
| 18   | Rio Claro        | H   | 4   | 3 | 1 | 1 | 1 | 5  | 3  | +2 |         |                               |
| 19   | Porto-PE         | B   | 4   | 3 | 1 | 1 | 1 | 3  | 3  | 0  |         |                               |
| 20   | Bandeirante-DF   | P   | 4   | 3 | 1 | 1 | 1 | 5  | 6  | -1 |         |                               |
| 21   | Marília          | A   | 4   | 3 | 1 | 1 | 1 | 3  | 8  | -5 |         |                               |
| 22   | IAPE             | O   | 3   | 3 | 1 | 0 | 2 | 6  | 7  | -1 |         |                               |
| 23   | Santo André      | D   | 3   | 3 | 1 | 0 | 2 | 5  | 6  | -1 |         |                               |

## Fase final

### Tabela
As letras indicam os primeiros colocados dos grupos e os números indicam os classificados pelo índice técnico.
|  | Segunda fase | Segunda fase        | Segunda fase          |       |                     | Oitavas de final | Oitavas de final | Oitavas de final |  |   | Quartas de final  | Quartas de final | Quartas de final |  |   | Semifinal         | Semifinal | Semifinal |  |   | Finais   | Finais | Finais |
|  |              |                     |                       |       |                     |                  |                  |                  |  |   |                   |                  |                  |  |   |                   |           |           |  |   |          |        |        |
|  | A            | Grêmio              | 0                     |       |                     |                  |                  |                  |  |   |                   |                  |                  |  |   |                   |           |           |  |   |          |        |        |
|  | B            | Ponte Preta         | 1                     |       |                     |                  |                  |                  |  |   |                   |                  |                  |  |   |                   |           |           |  |   |          |        |        |
|  | B            | Ponte Preta         | 1                     |       | B                   | Ponte Preta      | 1                |                  |  |   |                   |                  |                  |  |   |                   |           |           |  |   |          |        |        |
|  |              |                     |                       |       | B                   | Ponte Preta      | 1                |                  |  |   |                   |                  |                  |  |   |                   |           |           |  |   |          |        |        |
|  |              | D                   | Desportivo Brasil     | 2     |                     |                  |                  |                  |  |   |                   |                  |                  |  |   |                   |           |           |  |   |          |        |        |
|  | C            | D                   | Desportivo Brasil     | 2     | Corinthians         | 0                |                  |                  |  |   |                   |                  |                  |  |   |                   |           |           |  |   |          |        |        |
|  | C            |                     |                       |       | Corinthians         | 0                |                  |                  |  |   |                   |                  |                  |  |   |                   |           |           |  |   |          |        |        |
|  | D            | Desportivo Brasil   | 1                     |       |                     |                  |                  |                  |  |   |                   |                  |                  |  |   |                   |           |           |  |   |          |        |        |
|  | D            | Desportivo Brasil   | 1                     |       |                     |                  |                  |                  |  | D | Desportivo Brasil | 4                |                  |  |   |                   |           |           |  |   |          |        |        |
|  |              |                     |                       |       |                     |                  |                  |                  |  | D | Desportivo Brasil | 4                |                  |  |   |                   |           |           |  |   |          |        |        |
|  |              | G                   | Pão de Açúcar         | 1     |                     |                  |                  |                  |  |   |                   |                  |                  |  |   |                   |           |           |  |   |          |        |        |
|  | E            | G                   | Pão de Açúcar         | 1     | Vasco da Gama       | 1                |                  |                  |  |   |                   |                  |                  |  |   |                   |           |           |  |   |          |        |        |
|  | E            |                     |                       |       | Vasco da Gama       | 1                |                  |                  |  |   |                   |                  |                  |  |   |                   |           |           |  |   |          |        |        |
|  | F            | Paulista            | 2                     |       |                     |                  |                  |                  |  |   |                   |                  |                  |  |   |                   |           |           |  |   |          |        |        |
|  | F            | Paulista            | 2                     |       | F                   | Paulista         | 0                |                  |  |   |                   |                  |                  |  |   |                   |           |           |  |   |          |        |        |
|  |              |                     |                       |       | F                   | Paulista         | 0                |                  |  |   |                   |                  |                  |  |   |                   |           |           |  |   |          |        |        |
|  |              | G                   | Pão de Açúcar         | 2     |                     |                  |                  |                  |  |   |                   |                  |                  |  |   |                   |           |           |  |   |          |        |        |
|  | G            | G                   | Pão de Açúcar         | 2     | Pão de Açúcar (pen) | 1 (3)            |                  |                  |  |   |                   |                  |                  |  |   |                   |           |           |  |   |          |        |        |
|  | G            |                     |                       |       | Pão de Açúcar (pen) | 1 (3)            |                  |                  |  |   |                   |                  |                  |  |   |                   |           |           |  |   |          |        |        |
|  | H            | Figueirense         | 1 (2)                 |       |                     |                  |                  |                  |  |   |                   |                  |                  |  |   |                   |           |           |  |   |          |        |        |
|  | H            | Figueirense         | 1 (2)                 |       |                     |                  |                  |                  |  |   |                   |                  |                  |  | D | Desportivo Brasil | 0 (0)     |           |  |   |          |        |        |
|  |              |                     |                       |       |                     |                  |                  |                  |  |   |                   |                  |                  |  | D | Desportivo Brasil | 0 (0)     |           |  |   |          |        |        |
|  |              | 1                   | Flamengo (pen)        | 0 (3) |                     |                  |                  |                  |  |   |                   |                  |                  |  |   |                   |           |           |  |   |          |        |        |
|  | I            | 1                   | Flamengo (pen)        | 0 (3) | Atlético Mineiro    | 2 (1)            |                  |                  |  |   |                   |                  |                  |  |   |                   |           |           |  |   |          |        |        |
|  | I            |                     |                       |       | Atlético Mineiro    | 2 (1)            |                  |                  |  |   |                   |                  |                  |  |   |                   |           |           |  |   |          |        |        |
|  | J            | Coritiba (pen)      | 2 (4)                 |       |                     |                  |                  |                  |  |   |                   |                  |                  |  |   |                   |           |           |  |   |          |        |        |
|  | J            | Coritiba (pen)      | 2 (4)                 |       | J                   | Coritiba (pen)   | 1 (4)            |                  |  |   |                   |                  |                  |  |   |                   |           |           |  |   |          |        |        |
|  |              |                     |                       |       | J                   | Coritiba (pen)   | 1 (4)            |                  |  |   |                   |                  |                  |  |   |                   |           |           |  |   |          |        |        |
|  |              | L                   | Atlético Paranaense   | 1 (1) |                     |                  |                  |                  |  |   |                   |                  |                  |  |   |                   |           |           |  |   |          |        |        |
|  | K            | L                   | Atlético Paranaense   | 1 (1) | Mogi Mirim          | 1                |                  |                  |  |   |                   |                  |                  |  |   |                   |           |           |  |   |          |        |        |
|  | K            |                     |                       |       | Mogi Mirim          | 1                |                  |                  |  |   |                   |                  |                  |  |   |                   |           |           |  |   |          |        |        |
|  | L            | Atlético Paranaense | 3                     |       |                     |                  |                  |                  |  |   |                   |                  |                  |  |   |                   |           |           |  |   |          |        |        |
|  | L            | Atlético Paranaense | 3                     |       |                     |                  |                  |                  |  | J | Coritiba          | 2                |                  |  |   |                   |           |           |  |   |          |        |        |
|  |              |                     |                       |       |                     |                  |                  |                  |  | J | Coritiba          | 2                |                  |  |   |                   |           |           |  |   |          |        |        |
|  |              | 1                   | Flamengo              | 6     |                     |                  |                  |                  |  |   |                   |                  |                  |  |   |                   |           |           |  |   |          |        |        |
|  | M            | 1                   | Flamengo              | 6     | São Paulo           | 2                |                  |                  |  |   |                   |                  |                  |  |   |                   |           |           |  |   |          |        |        |
|  | M            |                     |                       |       | São Paulo           | 2                |                  |                  |  |   |                   |                  |                  |  |   |                   |           |           |  |   |          |        |        |
|  | N            | Olé Brasil          | 0                     |       |                     |                  |                  |                  |  |   |                   |                  |                  |  |   |                   |           |           |  |   |          |        |        |
|  | N            | Olé Brasil          | 0                     |       | M                   | São Paulo        | 0                |                  |  |   |                   |                  |                  |  |   |                   |           |           |  |   |          |        |        |
|  |              |                     |                       |       | M                   | São Paulo        | 0                |                  |  |   |                   |                  |                  |  |   |                   |           |           |  |   |          |        |        |
|  |              | 1                   | Flamengo              | 1     |                     |                  |                  |                  |  |   |                   |                  |                  |  |   |                   |           |           |  |   |          |        |        |
|  | O            | 1                   | Flamengo              | 1     | Cruzeiro            | 2 (3)            |                  |                  |  |   |                   |                  |                  |  |   |                   |           |           |  |   |          |        |        |
|  | O            |                     |                       |       | Cruzeiro            | 2 (3)            |                  |                  |  |   |                   |                  |                  |  |   |                   |           |           |  |   |          |        |        |
|  | 1            | Flamengo (pen)      | 2 (5)                 |       |                     |                  |                  |                  |  |   |                   |                  |                  |  |   |                   |           |           |  |   |          |        |        |
|  | 1            | Flamengo (pen)      | 2 (5)                 |       |                     |                  |                  |                  |  |   |                   |                  |                  |  |   |                   |           |           |  | 1 | Flamengo | 2      |        |
|  |              |                     |                       |       |                     |                  |                  |                  |  |   |                   |                  |                  |  |   |                   |           |           |  | 1 | Flamengo | 2      |        |
|  |              |                     |                       |       |                     |                  |                  |                  |  |   |                   |                  |                  |  |   |                   |           |           |  |   | 9        | Bahia  | 1      |
|  | P            | Palmeiras           | 0                     |       |                     |                  |                  |                  |  |   |                   |                  |                  |  |   |                   |           |           |  |   | 9        | Bahia  | 1      |
|  | P            | Palmeiras           | 0                     |       |                     |                  |                  |                  |  |   |                   |                  |                  |  |   |                   |           |           |  |   |          |        |        |
|  | 2            | Nacional-SP         | 2                     |       |                     |                  |                  |                  |  |   |                   |                  |                  |  |   |                   |           |           |  |   |          |        |        |
|  | 2            | Nacional-SP         | 2                     |       | 2                   | Nacional-SP      | 0                |                  |  |   |                   |                  |                  |  |   |                   |           |           |  |   |          |        |        |
|  |              |                     |                       |       | 2                   | Nacional-SP      | 0                |                  |  |   |                   |                  |                  |  |   |                   |           |           |  |   |          |        |        |
|  |              | Q                   | Internacional         | 2     |                     |                  |                  |                  |  |   |                   |                  |                  |  |   |                   |           |           |  |   |          |        |        |
|  | Q            | Q                   | Internacional         | 2     | Internacional       | 3                |                  |                  |  |   |                   |                  |                  |  |   |                   |           |           |  |   |          |        |        |
|  | Q            |                     |                       |       | Internacional       | 3                |                  |                  |  |   |                   |                  |                  |  |   |                   |           |           |  |   |          |        |        |
|  | 3            | Primeira Camisa     | 2                     |       |                     |                  |                  |                  |  |   |                   |                  |                  |  |   |                   |           |           |  |   |          |        |        |
|  | 3            | Primeira Camisa     | 2                     |       |                     |                  |                  |                  |  | Q | Internacional     | 1 (3)            |                  |  |   |                   |           |           |  |   |          |        |        |
|  |              |                     |                       |       |                     |                  |                  |                  |  | Q | Internacional     | 1 (3)            |                  |  |   |                   |           |           |  |   |          |        |        |
|  |              | R                   | América Mineiro (pen) | 1 (4) |                     |                  |                  |                  |  |   |                   |                  |                  |  |   |                   |           |           |  |   |          |        |        |
|  | R            | R                   | América Mineiro (pen) | 1 (4) | América Mineiro     | 3                |                  |                  |  |   |                   |                  |                  |  |   |                   |           |           |  |   |          |        |        |
|  | R            |                     |                       |       | América Mineiro     | 3                |                  |                  |  |   |                   |                  |                  |  |   |                   |           |           |  |   |          |        |        |
|  | 4            | Juventus-SP         | 0                     |       |                     |                  |                  |                  |  |   |                   |                  |                  |  |   |                   |           |           |  |   |          |        |        |
|  | 4            | Juventus-SP         | 0                     |       | R                   | América Mineiro  | 2                |                  |  |   |                   |                  |                  |  |   |                   |           |           |  |   |          |        |        |
|  |              |                     |                       |       | R                   | América Mineiro  | 2                |                  |  |   |                   |                  |                  |  |   |                   |           |           |  |   |          |        |        |
|  |              | S                   | Fluminense            | 1     |                     |                  |                  |                  |  |   |                   |                  |                  |  |   |                   |           |           |  |   |          |        |        |
|  | S            | S                   | Fluminense            | 1     | Fluminense          | 4                |                  |                  |  |   |                   |                  |                  |  |   |                   |           |           |  |   |          |        |        |
|  | S            |                     |                       |       | Fluminense          | 4                |                  |                  |  |   |                   |                  |                  |  |   |                   |           |           |  |   |          |        |        |
|  | 5            | Grêmio Prudente     | 1                     |       |                     |                  |                  |                  |  |   |                   |                  |                  |  |   |                   |           |           |  |   |          |        |        |
|  | 5            | Grêmio Prudente     | 1                     |       |                     |                  |                  |                  |  |   |                   |                  |                  |  | R | América Mineiro   | 1         |           |  |   |          |        |        |
|  |              |                     |                       |       |                     |                  |                  |                  |  |   |                   |                  |                  |  | R | América Mineiro   | 1         |           |  |   |          |        |        |
|  |              | 9                   | Bahia                 | 2     |                     |                  |                  |                  |  |   |                   |                  |                  |  |   |                   |           |           |  |   |          |        |        |
|  | T            | 9                   | Bahia                 | 2     | Santos              | 5                |                  |                  |  |   |                   |                  |                  |  |   |                   |           |           |  |   |          |        |        |
|  | T            |                     |                       |       | Santos              | 5                |                  |                  |  |   |                   |                  |                  |  |   |                   |           |           |  |   |          |        |        |
|  | 6            | América de Natal    | 0                     |       |                     |                  |                  |                  |  |   |                   |                  |                  |  |   |                   |           |           |  |   |          |        |        |
|  | 6            | América de Natal    | 0                     |       | T                   | Santos           | 2                |                  |  |   |                   |                  |                  |  |   |                   |           |           |  |   |          |        |        |
|  |              |                     |                       |       | T                   | Santos           | 2                |                  |  |   |                   |                  |                  |  |   |                   |           |           |  |   |          |        |        |
|  |              | U                   | Rio Preto             | 1     |                     |                  |                  |                  |  |   |                   |                  |                  |  |   |                   |           |           |  |   |          |        |        |
|  | U            | U                   | Rio Preto             | 1     | Rio Preto           | 2                |                  |                  |  |   |                   |                  |                  |  |   |                   |           |           |  |   |          |        |        |
|  | U            |                     |                       |       | Rio Preto           | 2                |                  |                  |  |   |                   |                  |                  |  |   |                   |           |           |  |   |          |        |        |
|  | 7            | Juventude           | 1                     |       |                     |                  |                  |                  |  |   |                   |                  |                  |  |   |                   |           |           |  |   |          |        |        |
|  | 7            | Juventude           | 1                     |       |                     |                  |                  |                  |  | T | Santos            | 1                |                  |  |   |                   |           |           |  |   |          |        |        |
|  |              |                     |                       |       |                     |                  |                  |                  |  | T | Santos            | 1                |                  |  |   |                   |           |           |  |   |          |        |        |
|  |              | 9                   | Bahia                 | 2     |                     |                  |                  |                  |  |   |                   |                  |                  |  |   |                   |           |           |  |   |          |        |        |
|  | V            | 9                   | Bahia                 | 2     | Vitória             | 1                |                  |                  |  |   |                   |                  |                  |  |   |                   |           |           |  |   |          |        |        |
|  | V            |                     |                       |       | Vitória             | 1                |                  |                  |  |   |                   |                  |                  |  |   |                   |           |           |  |   |          |        |        |
|  | 8            | Sport Barueri       | 0                     |       |                     |                  |                  |                  |  |   |                   |                  |                  |  |   |                   |           |           |  |   |          |        |        |
|  | 8            | Sport Barueri       | 0                     |       | V                   | Vitória          | 1 (3)            |                  |  |   |                   |                  |                  |  |   |                   |           |           |  |   |          |        |        |
|  |              |                     |                       |       | V                   | Vitória          | 1 (3)            |                  |  |   |                   |                  |                  |  |   |                   |           |           |  |   |          |        |        |
|  |              | 9                   | Bahia (pen)           | 1 (4) |                     |                  |                  |                  |  |   |                   |                  |                  |  |   |                   |           |           |  |   |          |        |        |
|  | X            | 9                   | Bahia (pen)           | 1 (4) | Portuguesa          | 1                |                  |                  |  |   |                   |                  |                  |  |   |                   |           |           |  |   |          |        |        |
|  | X            |                     |                       |       | Portuguesa          | 1                |                  |                  |  |   |                   |                  |                  |  |   |                   |           |           |  |   |          |        |        |
|  | 9            | Bahia               | 2                     |       |                     |                  |                  |                  |  |   |                   |                  |                  |  |   |                   |           |           |  |   |          |        |        |

### Segunda fase
| 14 de janeiro | Cruzeiro                       | 2 – 2     | Flamengo                      | Estádio Herminião, Araras        |
| 19:30         | Gabriel Araújo 14' · Élber 67' | Relatório | Mayke 9' (g.c.) · Rafinha 55' | Árbitro: Paulo Cesar de Oliveira |

|                                         |       | Penalidades                              |  |
| Lucas Silva Alisson Gabriel Araújo Éber | 3 – 5 | Pedrinho Lucas Anderson Frauches Negueba |  |

| 15 de janeiro | Fluminense                                                                  | 4 – 1     | Grêmio Prudente      | Estádio Joaquinzão, Taubaté |
| 10:00         | Lucas Patinho 18' · Wellington Aguiar 23', 60' · Matheus Carvalho 74' (pen) | Relatório | William Henrique 65' | Árbitro: Roberto Pinelli    |

| 15 de janeiro | Vasco da Gama        | 1 – 2     | Paulista                 | Estádio Baetão, São Bernardo do Campo   |
| 14:00         | Rodrigo Dinamite 77' | Relatório | Luis Rato 32' · Mike 87' | Árbitro: Carlos Eduardo Corrêa da Silva |

| 15 de janeiro | Pão de Açúcar | 1 – 1     | Figueirense    | Campo do Nassif, Jaguariúna      |
| 15:00         | Danilo 7'     | Relatório | Wellington 44' | Árbitro: Alexandre Bigai Miranda |

|  |       | Penalidades |
|  | 3 – 2 |             |

| 15 de janeiro | Atlético Mineiro                 | 2 – 2     | Coritiba               | Estádio Teixeirão, São José do Rio Preto |
| 15:00         | Felipe Augusto 14' · Sidimar 68' | Relatório | Rafhael Lucas 15', 50' | Árbitro: Luciano Alves de Lima           |

|                              |       | Penalidades                        |  |
| Sidimar Fernando Pavão Roger | 1 – 4 | Guaraci Ícaro Rafael Kneif Rafinha |  |

| 15 de janeiro | Santos                                                               | 5 – 0     | América de Natal | Estádio Luisão, São Carlos        |
| 15:00         | Geuvânio 39' · Fabinho 41', 54' · Leandro Lima 42' · Dimba 76' (pen) | Relatório |                  | Árbitro: Luiz Carlos Ramos Júnior |

| 15 de janeiro | Mogi Mirim           | 1 – 3     | Atlético Paranaense                             | Estádio Martins Pereira, São José dos Campos |
| 16:00         | Ricardo Potiguar 59' | Relatório | Guilherme Batata 10' · Pablo 13' · Harrison 43' | Árbitro: Cleverson Inácio                    |

| 15 de janeiro | América Mineiro                   | 3 – 0     | Juventus-SP | Estádio Vereador José Feres, Taboão da Serra |
| 16:00         | China 40' · Caleb 67' · Bryan 71' | Relatório |             | Árbitro: Gilmar Pedroso Rocha                |

| 15 de janeiro | Rio Preto                   | 2 – 1     | Juventude        | Estádio Luís Perissinotto, Paulínia |
| 16:00         | Michael 16' · Reginaldo 71' | Relatório | Ramiro 69' (pen) | Árbitro: Roberval José de Oliveira  |

| 15 de janeiro | São Paulo                    | 2 – 0     | Olé Brasil | Estádio Limeirão, Limeira |
| 20:00         | Rodrigo Caio 29' · Dener 34' | Relatório |            | Árbitro: Marcelo Rogério  |

| 16 de janeiro | Grêmio | 0 – 1     | Ponte Preta       | Estádio Bruno Lazzarini, Leme   |
| 10:00         |        | Relatório | Matheus Olavo 43' | Árbitro: Uelington Rosa Pereira |

| 16 de janeiro | Internacional                   | 3 – 2     | Primeira Camisa                     | Estádio Herminião, Araras  |
| 10:00         | Giovani 56', 73' · Paulinho 78' | Relatório | Pedro Cubas 1' · Douglas Agassi 82' | Árbitro: José Paulo Canale |

| 16 de janeiro | Portuguesa | 1 – 2     | Bahia                    | Estádio Nicolau Alayon, São Paulo  |
| 10:00         | Davi 62'   | Relatório | Anderson 13' · Fábio 54' | Árbitro: Giuliano Dutra Pellegrini |

| 16 de janeiro | Palmeiras | 0 – 2     | Nacional-SP                    | Campo do Nassif, Jaguariúna        |
| 15:00         |           | Relatório | Luiz Henrique 8' · Rodrigo 39' | Árbitro: Paulo Roberto de Sousa Jr |

| 16 de janeiro | Vitória     | 1 – 0     | Sport Barueri | Estádio Antônio Soares de Oliveira, Guarulhos |
| 16:00         | Mineiro 40' | Relatório |               | Árbitro: Thiago de Oliveira Rosa              |

| 16 de janeiro | Corinthians | 0 – 1     | Desportivo Brasil  | Arena Barueri, Barueri             |
| 20:00         |             | Relatório | Orlando Junior 32' | Árbitro: Flavio Rodrigues de Souza |

### Oitavas de final
| 17 de janeiro | Paulista | 0 – 2     | Pão de Açúcar        | Campo do Nassif, Jaguariúna    |
| 15:00         |          | Relatório | Ingro 84', 89' (pen) | Árbitro: Thiago Duarte Peixoto |

| 17 de janeiro | América Mineiro             | 2 – 1     | Fluminense        | Estádio Joaquinzão, Taubaté      |
| 16:00         | Luiz Felipe 22' · Caleb 30' | Relatório | Marcos Júnior 74' | Árbitro: Ilbert Estevam da Silva |

| 17 de janeiro | Coritiba    | 1 – 1     | Atlético Paranaense | Estádio Martins Pereira, São José dos Campos |
| 19:00         | Juninho 62' | Relatório | Matheus Rosseto 24' | Árbitro: Marcelo Aparecido Ribeiro de Souza  |

|                               |       | Penalidades                         |  |
| Guaraci Ícaro Vinicius Andrew | 4 – 1 | Guilherme Batata Diego Bairo Renato |  |

| 17 de janeiro | Santos                       | 2 – 1     | Rio Preto  | Estádio Luisão, São Carlos           |
| 21:00         | Kássio 7' · Pedro Castro 33' | Relatório | Thiago 58' | Árbitro: Luciano Monteiro dos Santos |

| 18 de janeiro | Ponte Preta     | 1 – 2     | Desportivo Brasil              | Arena Barueri, Barueri     |
| 16:00         | Hélio 55' (pen) | Relatório | Ewerton 52' · Éverton Dias 83' | Árbitro: Alessandro Darcie |

| 18 de janeiro | Nacional-SP | 0 – 2     | Internacional              | Campo do Nassif, Jaguariúna       |
| 16:00         |             | Relatório | Leonardo 20' · Rodolfo 50' | Árbitro: Douglas Perrone Katayama |

| 18 de janeiro | Vitória    | 1 – 1     | Bahia      | Estádio Nicolau Alayon, São Paulo |
| 16:00         | Adauto 88' | Relatório | Rafael 83' | Árbitro: Edson Reis Pavani Junior |

|                                              |       | Penalidades                            |  |
| Romário Duylio Mineiro Alan Pinheiro Dankler | 3 – 4 | Rafael Fábio Jõao Marcos Valson Madson |  |

| 18 de janeiro | São Paulo | 0 – 1     | Flamengo | Estádio Limeirão, Limeira         |
| 21:00         |           | Relatório | Alex 81' | Árbitro: Magno de Sousa Lima Neto |

### Quartas de final
| 20 de janeiro | Desportivo Brasil                                                  | 4 – 1     | Pão de Açúcar | Estádio Nicolau Alayon, São Paulo |
| 16:00         | Ewerton 5' · Gabriel Ramos 28' · Dellatorre 47' · Luis Gustavo 55' | Relatório | Renan 20'     | Árbitro: Alysson Fernandes Matias |

| 20 de janeiro | Internacional | 1 – 1     | América Mineiro | Campo do Nassif, Jaguariúna         |
| 16:00         | Rodolfo 12'   | Relatório | China 23'       | Árbitro: Marcos Antonio Gomes Filho |

|                                            |       | Penalidades                       |  |
| Diego Furtado Rodolfo César Paulinho Tinga | 3 – 4 | Caleb Washington China Bryan Ygor |  |

| 20 de janeiro | Santos    | 1 – 2     | Bahia                  | Estádio Luisão, São Carlos                |
| 18:00         | Jairo 65' | Relatório | Fábio 84' · Rafael 89' | Árbitro: Norberto Luciano Santos Silveira |

| 20 de janeiro | Coritiba                 | 2 – 6     | Flamengo                                           | Estádio Limeirão, Limeira         |
| 21:00         | Guaraci 59' · Andrew 74' | Relatório | Lucas 34', 43', 44' · Adryan 49', 83' · Lorran 61' | Árbitro: Adriano de Assis Miranda |

### Semifinal
| 22 de janeiro | Desportivo Brasil | 0 – 0     | Flamengo | Estádio Nicolau Alayon, São Paulo |
| 15:00         |                   | Relatório |          | Árbitro: Leonardo Ferreira Lima   |

|                                |       | Penalidades                     |  |
| Diego Teodoro Dwann Dellatorre | 0 – 3 | Thomás Adryan Anderson Frauches |  |

| 22 de janeiro | América Mineiro | 1 – 2     | Bahia                 | Estádio Luisão, São Carlos     |
| 17:00         | Caleb 37'       | Relatório | Madson 31' (pen), 63' | Árbitro: Sérgio da Rocha Gomes |

### Final
| 25 de janeiro | Flamengo                        | 2 – 1     | Bahia            | Estádio do Pacaembu, São Paulo |
| 10:00         | Frauches 7' · Negueba 69' (pen) | Relatório | Rafael 30' (pen) | Árbitro: Vinicius Furlan       |

### Premiação
| Copa São Paulo de Futebol Júnior de 2011 |
| ---------------------------------------- |
| Rio de Janeiro                           |
| FLAMENGO Campeão (2º título)             |